# Gornja Kanda
Gornja Kanda (mađ. Felsőkanda) je selo u južnoj Mađarskoj.

## Zemljopisni položaj
Nalazi se na 45° 59' sjeverne zemljopisne širine i 18° 41' istočne zemljopisne dužine. Nalazi se sjeveroistočno od Mohača (preko Dunava), na južnoj obali Dunava. Bar je preko Dunava sa sjeverne strane, a sa zapadne strane Dunava je Szolohegy. Jugoistočno se nalazi Papkert. Topolovac je 5 km sjeveroistočno, Novi Mohač je 4 km jugozapadno, Vomrud je 5 km jugoistočno, a Šar (Sárhat) je 5 km istočno. Granica s Bačko-kiškunskom županijom je 2 km istočno. 2,5 km jugoistočno je jezerce Rinja, a zaselak Rinja je 3,5 km jugoistočno.

## Upravna organizacija
Upravno pripada Mohačkoj mikroregiji u Baranjskoj županiji.

## Stanovništvo
Mjesni Hrvati pripadaju skupini seoskih Šokaca (falusi sokacok).

## Vanjske poveznice
- Gornja Kanda na fallingrain.com